# 安氏同鼻鯰
安氏同鼻鯰，為輻鰭魚綱鯰形目毛鼻鯰科同鼻鯰屬的其中一種。該物種分布於南美洲巴拉那河流域，本魚棲息在河底，體長可達4.2公分。